# Sage-femme de première classe
Pour plus de détails, voir Fiche technique et Distribution.
Sage-femme de première classe est un film français réalisé par Alice Guy en 1902. Il reprend l'argument narratif de La Fée aux choux (1896) de la même réalisatrice, avec lequel il est souvent confondu.

## Synopsis
Un couple de jeunes mariés s'approche d'une boutique pour le moins singulière puisque l'on y vend des bébés ! Une discussion s'engage entre eux au cours de laquelle le jeune homme se laisse convaincre. La marchande présente divers poupons mais aucun ne semble faire l'affaire. Il est temps de passer à la réserve : c'est un potager rempli de nombreux choux. La marchande se penche vers les légumes pour y récolter de nombreux bébés bien vivants : les clients sont difficiles à satisfaire. Le choix enfin fait, l'homme sortira son bas de laine (au sens propre) pour payer son dû.

## Fiche technique
- Titre : Sage-femme de première classe, titre donné en 1903. En 1902, le titre original est: La naissance des enfants (Midwife to the Upper Classes en anglais, A Parteira da Classe Média en portugais)
- Réalisation : Alice Guy
- Société de production : Société L. Gaumont et compagnie
- Pays d'origine :  France
- Genre : Film de féerie
- Durée : 3 minutes 58 secondes
- Dates de sortie : 1902
- Licence : Domaine public

## Distribution
- La marchande : Yvonne Mugnier-Serand[1]
- La jeune mariée : Germaine Mugnier-Serand
- Le jeune marié :  Alice Guy

## Analyse
Le thème de la Fée aux choux, en 1900, attribué à Alice Guy,,, fait l'objet ici d'une nouvelle adaptation à l'écran. À plusieurs reprises dans ses écrits, Alice Guy donne une description de ce film (3 acteurs, costumes normands, un couple achète des bébés...) qui ne correspond pas à La fée aux choux (1896) mais à Sage-femme de première classe (1902). Alice Guy semble pourtant ne pas reconnaître ce dernier titre, auquel elle préfère celui de La fée aux choux, expression qui apparaît d'ailleurs sur l'enseigne de la marchande de nouveau-nés, en considérant ainsi ce dernier film comme un remake de la version originale qu'elle date de 1896, mais qui a été refaite après s'être autodétruite (« desintegrated », selon le terme employé dans l'entrevue donnée en 1914 au New Jersey Star).
Ce sont de vrais nouveau-nés qui sont sortis des choux et posés sur des couvertures étendues au premier plan par la Fée : seuls les bébés de type africain et asiatique sont factices.